# 永和 (閩)
永和（えいわ）は、五代十国時代の十国のひとつ閩において、皇帝王継鵬の治世で用いられた元号。935年。

## 西暦・干支との対照表
| 永和 | 元年  |
| 西暦 | 935年 |
| 干支 | 乙未  |